# Мистер Олимпия 1979
Мистер Олимпия 1979 — самое значимое международное соревнование по культуризму, проводимое под эгидой Международной федерации бодибилдинга (англ. International Federation of Bodybuilding, IFBB). Соревнования проходили в Коламбусе, США. Это был 15-й по счету турнир «Мистер Олимпия». Свою третью победу на конкурсе одержал Френк Зейн.

## Абсолютная категория

### Таблица
Место Участник Страна
- 1 Фрэнк Зейн США

## Категория −200 lb (до 90,7 кг)

### Таблица
Место Участник Страна
- 1 Фрэнк Зейн США
- 2 Бойер Ко США
- 3 Робби Робинсон США
- 4 Крис Дикерсон США
- 5 Денни Падилла США
- 6 Карлос Родригес США
- 7 Альберт Беклес Англия
- 8 Том Платц США
- 9 Эд Корни США
- 10 Стив Девис США

## Категория +200 lb (свыше 90,7 кг)

### Таблица
Место Участник Страна
- 1 Майк Ментцер США
- 2 Деннис Тинерино США
- 3 Роджер Уолкер Австралия
- 4 Рой Каллендер Канада
- 5 Боб Бирдсонг США